# Balsam Lake (Wisconsin, falu)
Balsam Lake falu az Amerikai Egyesült Államok Wisconsin államában, Polk megyében, melynek megyeszékhelye is. Lakosainak száma 934 fő (2020. április 1.).

## Népesség
A település népességének változása:

| 2010 | 1 009 |
| 2020 | 934   |